# Celtidia
Celtidia är ett släkte av svampar. Celtidia ingår i familjen Zopfiaceae, ordningen Pleosporales, klassen Dothideomycetes, divisionen sporsäcksvampar och riket svampar.
|          | Zopfia                                  |
|          |                                         |
|          | Caryospora                              |
|          |                                         |
|          | Rechingeriella                          |
|          |                                         |
|          | Richonia                                |
|          |                                         |
|          | Coronopapilla                           |
|          |                                         |
| Celtidia | \| \| Celtidia duplicispora \| \| \| \| |
|          | \| \| Celtidia duplicispora \| \| \| \| |
|          | Zopfiofoveola                           |
|          |                                         |
|          | Halotthia                               |
|          |                                         |
|          | Celtidia duplicispora                   |
|          |                                         |

|  | Celtidia duplicispora |
|  |                       |